# 874 Rotraut
Rotraut (asteróide 874) é um asteróide da cintura principal com um diâmetro de 56,47 quilómetros, a 2,9135147 UA. Possui uma excentricidade de 0,0768246 e um período orbital de 2 047,83 dias (5,61 anos).
Rotraut tem uma velocidade orbital média de 16,76587612 km/s e uma inclinação de 11,15031º.
Esse asteróide foi descoberto em 25 de Maio de 1917 por Max Wolf.